# Winzerhausen
Winzerhausen ist ein Dorf im Landkreis Ludwigsburg im nördlichen Baden-Württemberg, das seit 1971 zu Großbottwar gehört. Das Dorf hatte 2017 1459 Einwohner.

## Geografie

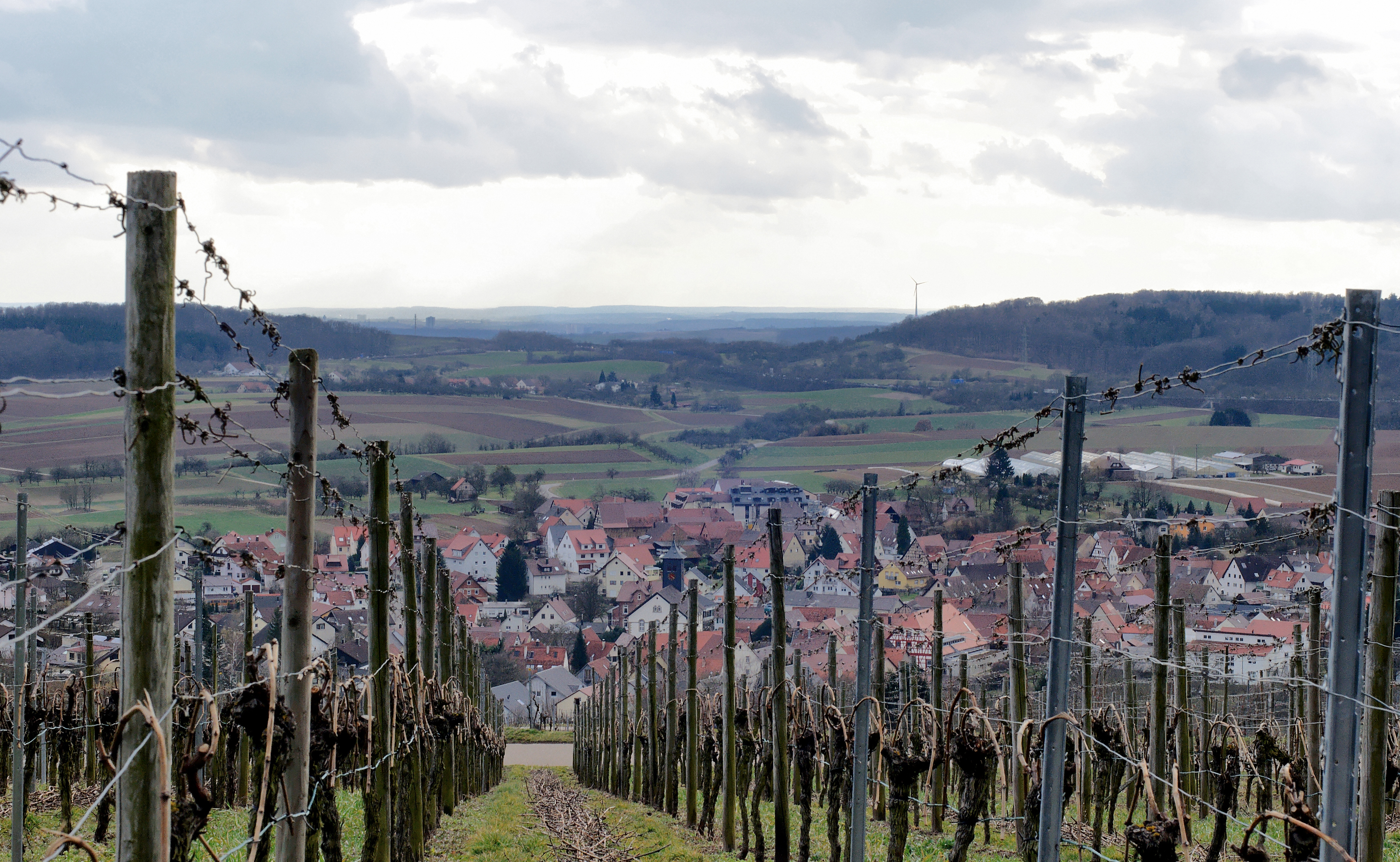
Blick auf Winzerhausen vom Südhang des Wunnenstein

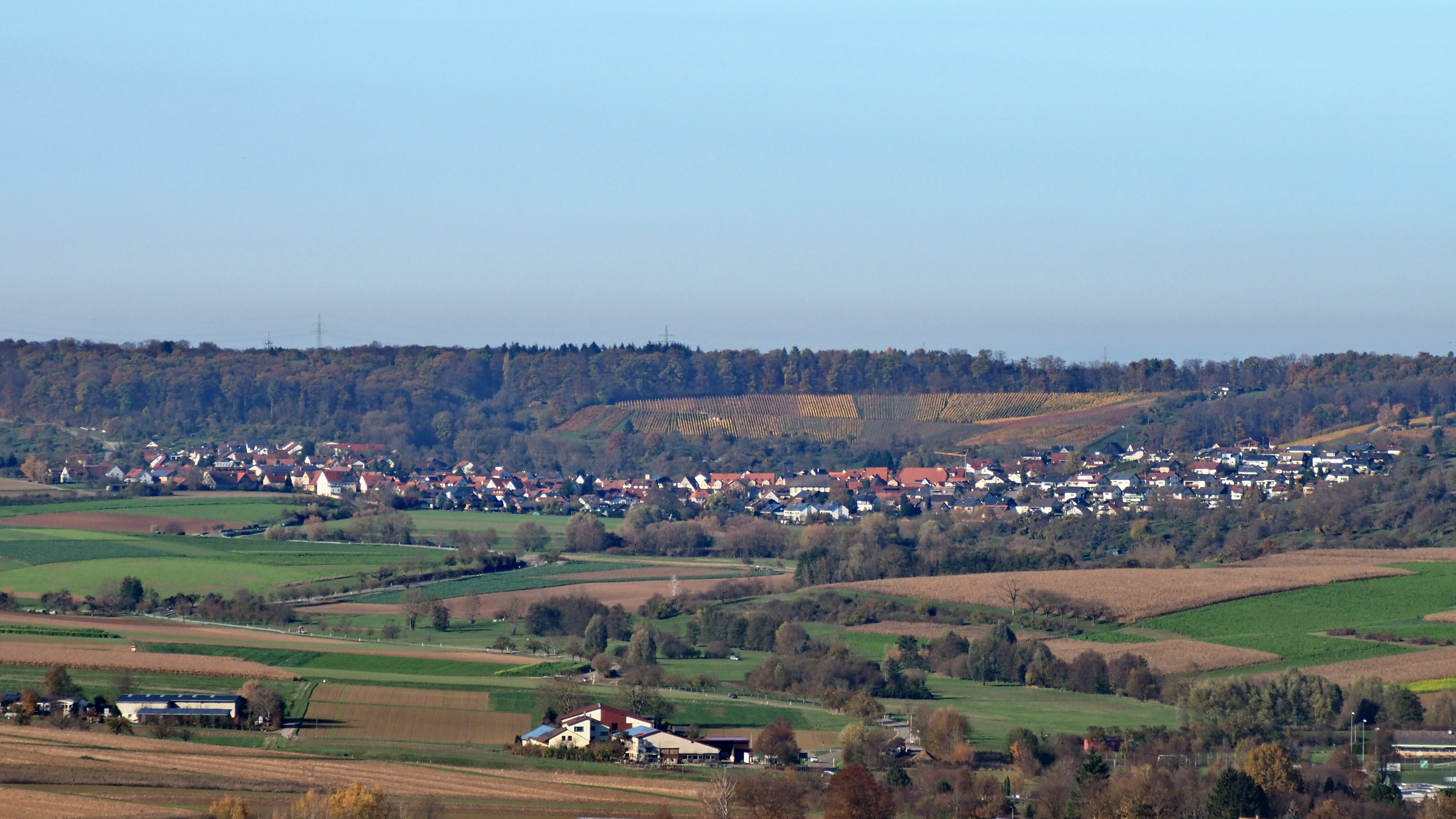
Blick auf Winzerhausen vom Benning

Das Dorf liegt südwestlich unterhalb des Bergs Wunnenstein.

## Geschichte

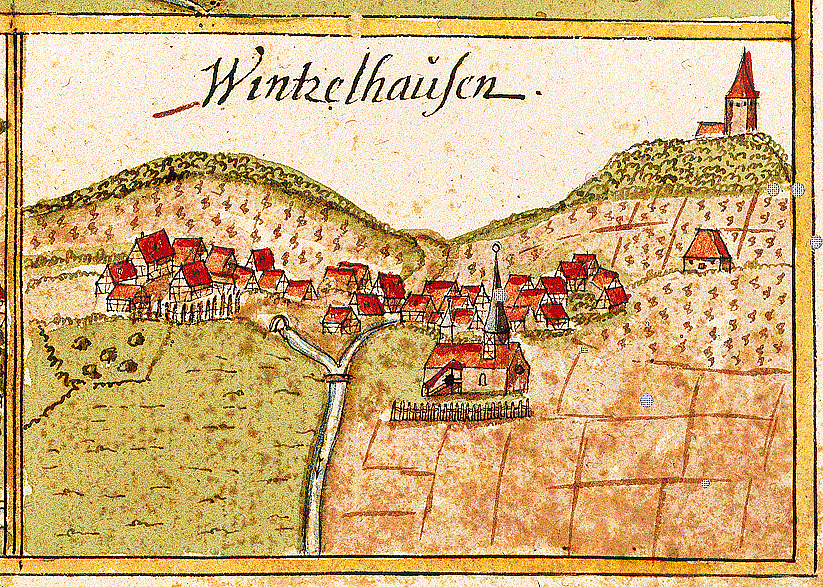
Winzerhausen um 1685 im Kartenwerk von Andreas Kieser

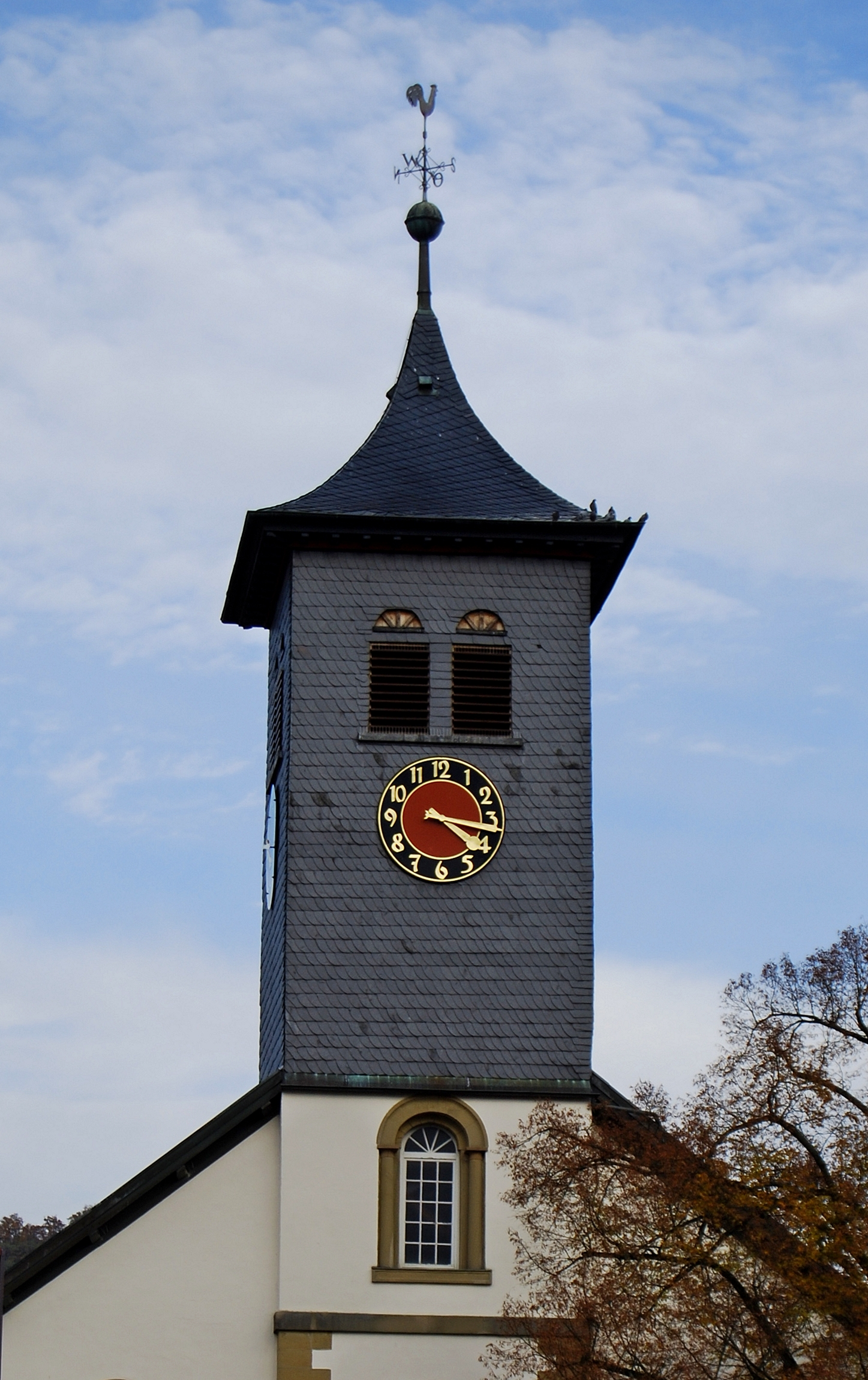
Der Turm der Kirche von Winzerhausen

Winzerhausen wurde 1247 erstmals als Winzilhusen erwähnt. Besitzanteile am Dorf hatte damals bereits das Damenstift in Oberstenfeld. Der nahe Wunnenstein wird 1251 mit Wolfelin von Wunnenstein erstmals erwähnt. Auf dem Berg standen schon früh eine Burg und eine Michaelskirche. Während die Burg Sitz der Herren von Wunnenstein war, die nur einige Güter in Winzerhausen besaßen, lag die Ortsherrschaft bei den Herren von Lichtenberg, die auch die Vogtei über das Kloster in Oberstenfeld hatten, ihre Besitztümer und Rechte jedoch 1357 an den württembergischen Grafen Eberhard den Greiner verkauften. Über weitere Besitzerwechsel kam der Ort Winzerhausen 1415 an das Kloster in Murrhardt und 1425 an das nahe gelegene Stift Oberstenfeld, dessen Äbtissin mit der Dorfordnung das jeweils im Ort geltende Recht erließ. Die letzte Dorfordnung von Winzerhausen wurde unter Äbtissin Anna von Degenfeld 1593 erlassen.
Als Kirche des Ortes diente zunächst die Michaelskirche auf dem Wunnenstein. Im 16. Jahrhundert wurde eine Kirche im Dorf errichtet und nach der Reformation die Kirche auf dem Wunnenstein bis auf den künftig als Wachturm genutzten Turm abgerissen.
1610 verkaufte das Stift die Ortsherrschaft an Württemberg, das den Ort dem Amt Bottwar zuschlug. Das Dorf war Teil des württembergischen Kammerguts, seine Einnahmen kamen direkt der Herrscherfamilie zugute. Im 17. Jahrhundert hatte der Ort an den Auswirkungen des Dreißigjährigen Krieges und des Pfälzischen Erbfolgekrieges zu leiden. Der Ort war zeitweise entvölkert, Äcker und Weinberge lagen brach.
1726 erhielt Freiherr Johann Heinrich von Schütz den Ort von Herzog Eberhard Ludwig als Mannlehen. Auf die Familie Schütz geht der Ausbau des Ortes zu einem freiherrlichen Gut zurück. 1728 wurde das Schlössle als Herrensitz errichtet, 1730 die Kelter.
1804 erwarb Württemberg den Ort von der Familie Schütz zurück. Der Ort blieb bis zur Mitte des 19. Jahrhunderts noch an das Hofkammergut gebunden. Zu jener Zeit wurden Schulhaus (1821), Rathaus (1831), Kirchneubau (1833) und Gemeindebackhaus (1837) errichtet. 1804 war auch eine Schmiede erbaut worden, die heute noch besteht, und die eine Zeitlang ein wichtiger Betrieb in Winzerhausen war. 1856 gelangte der Weiler Holzweiler Hof an die Gemeinde Winzerhausen. 1902 wurde ein neues Schulhaus errichtet.
Die Selbständigkeit der Gemeinde endete 1971 mit der Eingemeindung nach Großbottwar, Winzerhausen behielt jedoch einen eigenen Ortschaftsrat.

## Verkehr
Winzerhausen ist über die Autobahn A 81, Abfahrt Mundelsheim erreichbar. Die Kreisstraße K 1676 verbindet den Ort mit Großbottwar.

## Wappen
Die Blasonierung des ehemaligen Gemeindewappens lautet: Unter silbernem Schildhaupt, darin eine blaue Hirschstange, in Blau drei silberne Streitäxte.

## Bauwerke

### Evangelische Michaelskirche
Winzerhausen gehörte kirchlich im Mittelalter zur Michaelskirche auf dem Wunnenstein. 1556 erhielt der Ort eine eigene Kirche. Die heutige Michaelskirche wurde 1832/34 als Querkirche im Kameralamtsstil erbaut. Zum 1. Januar 2017 wurden die Kirchengemeinden Großbottwar und Winzerhausen aufgelöst. Auf dem Gebiet der beiden aufgelösten Gemeinden wurde gleichzeitig eine neue Kirchengemeinde Großbottwar gebildet.

## „Rio“ als Name für Winzerhausen
In vielen Orten der Umgebung wird der Name Rio als Synonym für Winzerhausen verwendet. Die Bezeichnung geht mindestens auf die Zeit des Autobahnbaus in den Jahren 1938 bis 1940 zurück, hat aber auch mit der Jugendkultur in Winzerhausen seit dem 18. Jahrhundert zu tun. Seit der Gründung des nahen Pfahlhofs im Jahr 1722, auf dem nicht nur Pfähle gehandelt werden, sondern sich auch Spielleute aufhalten durften, entwickelte sich Winzerhausen zu einem regionalen Zentrum mit großer Anziehungskraft auf mehrere Generationen Jugendlicher der Umgebung. Der Pfahlhandel war für sie Nebensache, stattdessen wurde der Tanzplatz zur Attraktion. Die Wegstrecke von Großbottwar nach Winzerhausen galt gar als Tal der Liebe. Als 1938 der Bau der Autobahn von Ludwigsburg nach Weinsberg einsetzte, durchschnitt die Autobahntrasse den Tanzplatz. Gleichzeitig wurden in dessen Umgebung eine große Versorgungsbaracke errichtet, in der sich die Kantine und die Zahlstelle für unzählige junge Männer und Frauen befand, die auf den Baustellen und in den anhängigen Versorgungseinrichtungen beschäftigt waren. Die Organisation Kraft durch Freude organisierte ein umfangreiches Kulturprogramm, an dem auch die Einheimischen gerne teilnahmen. An den Wochenenden bot die Autobahnbaustelle viel Unterhaltung und ersetzte den verlorenen Tanzplatz. Der damals im Unterhaltungsprogramm gezeigte Film Stern von Rio war außerordentlich erfolgreich. In ihm zeigte La Jana gewagte erotische Ausdruckstänze und das Titellied des Films, Stern von Rio von Rudi Schuricke, wurde zum Erfolg. Zu jener Zeit kam die Bezeichnung Rioaner – Autobahner für die bei Winzerhausen versammelten Menschen auf. Findige Gastronomen aus Winzerhausen nutzten die Nachfrage nach Unterhaltung längs der Autobahnbaustelle: die Taverne Gipshütte und der Gastronomiebetrieb auf dem Wunnenstein sind Gründungen jener Jahre. Der Zweite Weltkrieg unterbrach die fröhliche Feierkultur. Doch gerade aus der Kriegszeit ist die Bezeichnung Rio 1942 auch als Codewort für geheime unbeschwerte Treffen junger Leute in der Gipshütte belegt. Die Gipshütte hat nach dem Zweiten Weltkrieg die einstige Rolle des Tanzplatzes als regionaler Treffpunkt übernommen. Auch die amerikanischen Soldaten, die nach dem Zweiten Weltkrieg im nahen Heilbronn stationiert waren, haben die Bezeichnung Rio für die Gipshütte oder allgemein für Winzerhausen gebraucht. Der Film Stern von Rio war nach Kriegsende weiterhin populär, so dass der Titel auch zum Motto des ersten nach dem Krieg in Winzerhausen 1947 abgehaltenen Tanzkurses wurde. Und schließlich gab es ab 1945 die in Winzerhausen überaus populäre Tanzkapelle Rio Grande, die bis 1950 bestand und vor allem im Gasthaus Traube auftrat. Winzerhausen wurde Rio. Im Lauf der Zeit hat sich die Bedeutung des Begriffs gewandelt. War Rioaner – Autobahner zunächst noch abschätzig gemeint, war Rio spätestens nach dem Zweiten Weltkrieg zu einem Begriff geworden, der Unterhaltung und Treffen mit Gleichaltrigen versprach. Der Begriff blieb bis in die Gegenwart Synonym für Winzerhausen, so hat sich 1980 ein örtlicher Skiclub den Namen Skiclub Rio gegeben, außerdem gibt es einen Lauftreff Rio im Ort.